# حقل غاز تمر
يقع حقل غاز تمر (بالإنجليزية: Tamar gas field)‏ في شرق البحر الأبيض المتوسط مقابلا لسواحل سورية ولبنان وقبرص وفلسطين وإسرائيل ومصر. اكتشف الغاز الطبيعي فيه في منطقة تمر تبعد نحو 80 كيلومتر من حيفا على عمق نحو 1700 متر تحت سطح البحر. ويعتبر حقل تمر أكبر حقل للغاز الطبيعي يكتشف في المنطقة، ثم اكتشف بعدة حوض ليفانت وتعني «حوض الشرق الأوسط».
اكتشف حقل تمر في عام 2009 حيث عثر على الغاز الطبيعي في مناطق أخرى من نفس التكوين الجيولوجي في مناطق قريبة من قبل. وتعرف منطقة حلق تمر أيضا باسم «رمال تمر» Tamar sands.

## تاريخه

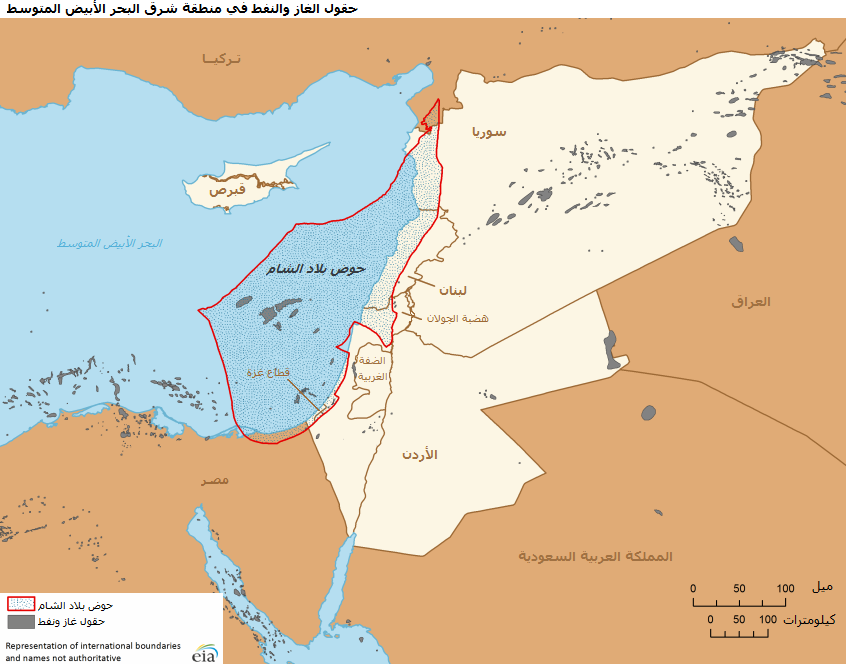
حقول غاز ونفط في حوض ليفانت (عن US EIA).

في عام 1999 سمحت الهيئة الإسرائيلية للنفط لمحموعة شركات «بي جي جروب» بإجراء استكشافات ابتدائية في شرق البحر المتوسط ومن ضمنها منطقة تمر. وفي ديسمبر 2000 حصلت بي جي جروب على عقد مشاركة مع ثلاثة مؤسسات إسرائيلية وهي موساف، ودور شيميكالز، وإسرائيل بتروشيميكال انتربرايزيز. وفي مايو 2001 سحبت شركة موشاف تعاقدها فأشركت بي جي الشركاء STX و Isramco و Clal Industries و Granit-Sonol إلا أن الأخيرتين انسحبتا من المشاركة في عام 2004 .

في ديسمبر 2001 أنهت بي جي قياسات سيزمولوجية ثلاثية الأبعاد مرجحة وجود الغاز الطبيعي في حقلي تمر وحقل داليت. وطلبت مجموعة بي جي السماح لها بحفر آبار للتأكد من وجود الغاز بتكلفة استثمارات تقدر بـ 40 مليون دولار أمريكي شرقا من حيفا.

في مايو 2002 تعاقدت الهيئة الإسرائيلية للنفط مع بي جي على الاستمرار في التنقيب على ألا يتأخر الحفر عن شهر سبتمبر 2003 . وفي فبراير 2003 أطالت الهيئة التصريح حتى ديسمبر 2004 ؛ وفي ديسمبر 2004 أطالته مرة ثانية حتى يونيو 2005، وكان التمويل من شركة أسرامكو نقب 2 المحدودة.
 خلال تلك الفترة كانت مجموعة بي جي تجري مباحثات لبيع الغاز إلى شركة إسرائيل للكهرباء.
في أبريل 2005 أعلنت بي جي عن تنازلها عن المشاركة. وطبقا لبعض التقريرات غادرت بي جي المشاركة بسبب عدم التوصل على عقد مد الغاز الناتج إلى شركة إسرائيل للكهرباء. في ذلك الوقت، في أواسط 2005، كانت إسرائيل قد حصلت على تعاقد مع مصر لتوريد غاز مصري بثمن 75و2 دولار لكل 27 متر المكعب، وهو ثمن لا تستطيع بي جي منافسته.
)
وفي مايو 2005 تعاقدت هيئة النفط على مد العقد مع الشركاء الباقين: STX, و Isramco, و Dor Exploration, و Dor Chemicals حتى ديسمبر 2006 مع اشراك الشركتين الإسرائيليتين «أفنر» و «ديليك دريلينغ».).
واشتركت شركة «نوبل إنرجي» لتقوم بأعمال الاستخراج في 2006 .
ومدت فترة التعاقد في 2006 حتى 31 ديسمبر 2008، على الرغم من أخطاء في بدء الحفر وكذلك على الرغم من محدودية التعاقد مع شركات اجنبية التي يحددها القانون الإسرائيلي بألا يزيد عن 7 سنوات. في 2006 أعلنت شركة إسرامكو Isramco أن الحفر سوف يتكلف 69 مليون دولار.
بدأ حفر بئر تمر 1 في نوفمبر 2008 . وكانت الدراسات السيزمولوجية ترجح وجود الغاز باحتمال 35 % . وان الكمية المخزونة قد تصل إلى 107 مليار متر مكعب.
وحفر بئر تمر 1 حتى عمق 4900 متر. واعلن الشركاء عن الاكتشاف في يناير 2009 .
 ثم أعلن المشاركون في 7 يوليو 2009 عن أكتشاف ثاني في بئر تمر 2 مما أزاد من حجم الغاز المخزون بنسبة 26%.

وفي أواسط 2011 تم حفر أربعة آبار أخرى والتأكد من وجود الغاز الطبيعي في بئر تمر 3 .

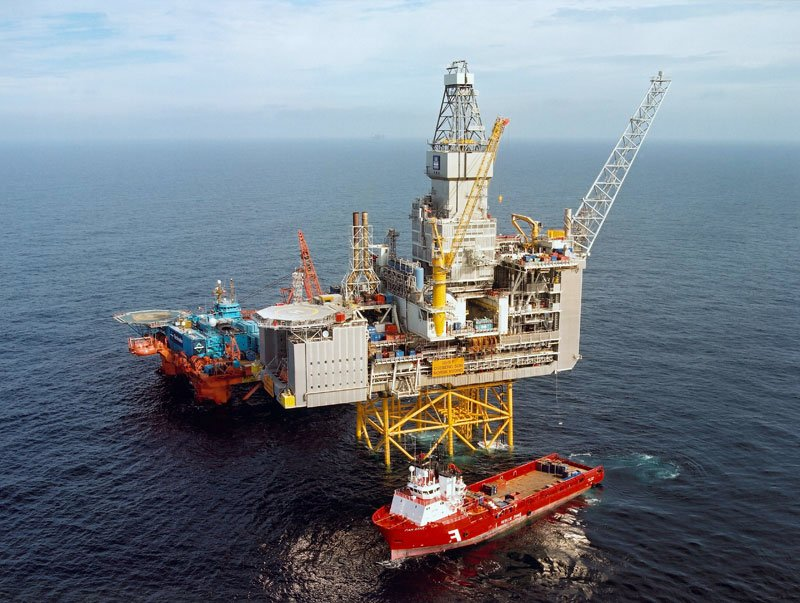
حقل غاز (توضيح)

في سبتمبر 2011 بدأت الشركة «نوبل» بتطوير الإنتاج، وقدر حجم الغاز الطبيعي المخزون بنحو 223 مليار متر مكعب
كحجم مؤكد مع احتمال وجود كمية إضافية بين 84 مليار متر مكعب و 130 مليار متر مكعب.
 وكان هذا الاكتشاف هو أكبر الاكتشافات في «حوض ليفانت» في شرق البحر الأبيض المتوسط بالنسبة لوجود الغاز أو النفط، وفي نقس الوقت أكبر اكتشاف لشركة نوبل إنرجي.
في يناير 2018، استحوذت شركة تمار بتروليوم على 7.5% من حصص شركة نوبل إنيرجي في حقل غاز تمار، مما زاد من إجمالي حصصها إلى 16.75%. في سبتمبر 2021، وقعت شركة ديليك دريلينغ اتفاقية لبيع ما تبقى من حصصها (22%) لشركة مبادلة للطاقة مقابل 1.05 مليار دولار.
بعد حوالي عام، قام الملياردير آرون فرانكل، الذي كان جزءًا من صفقة الاستحواذ التي أبرمتها مبادلة في 2021، بممارسة خياره لشراء نصف الأسهم (11% من حقل الغاز) مقابل 525 مليون دولار. تضمنت هذه الصفقة أيضًا جميع التدفقات النقدية من حقل الغاز منذ أوائل عام 2021 حتى التاريخ المحدد لنقل الحقوق، والتي تقدر بقيمة إضافية تبلغ 75 مليون دولار.
في مارس 2024، استحوذ فرانكل على 3.5% إضافية من حقل غاز تمار من إيفرست (وهي شراكة بين هاريل إنشورانس وصندوق البنية التحتية الإسرائيلي) مقابل حوالي 970 مليون شيكل (272 مليون دولار)، مما يعكس قيمة إجمالية لحقل الغاز تبلغ حوالي 32 مليار شيكل (حوالي 8.5 مليار دولار). مع هذه الصفقة، زادت حصة فرانكل المباشرة في حقل غاز تمار إلى حوالي 14.5%. بالإضافة إلى ذلك، يمتلك حوالي 25% من أسهم تمار بتروليوم، والتي تمتلك بدورها 16.75% من حقل غاز تمار، مما يضيف فعليًا 4.2% إضافية إلى حصص فرانكل.
المساهمون في حقل غاز تمار هم: إسرامكو (28.75%)، شيفرون (25%)، تمار بتروليوم (16.75%)، آرون فرانكل (14.5%)، مبادلة (11%)، ودور غاز (4%).

## الإنتاج
بدأ الإنتاج من خمسة آبار وصّلت فيما بينها نحو 160 كيلومتر من الأنابيب المزدوجة كما وصلت بمنصة تكرير في البحر يالقرب من عسقلان. وبدأ أول مد بالغاز في 1 أبريل 2013 بعد 4 سنوات من أعمال الإنشاء والتطوير. وكانت الطاقة الإنتاجية الأولية بمقدار 10 مليارات متر مكعب من الغاز الطبيعي في السنة.
وكانت هناك عقود تشمل جميع الإنتاج، ولهذا فقد تم التخطيط على تحسين البنية التحتية بين منصة التكرير ومحطة الاستيراد على الأرض عند عسقلان بحيث يتم ذلك حتى عام 2016.
خلال المرحلة الأولى سوف يزيد الإنتاج بنحو 1200 مليون قدم مكعب/ اليوم ثم تزيد إلى نحو 1500 مليون قدم مكعب في اليوم مع استخدام حقل ماري-بي القريب من منصة تكرير تمر لتخزين الغاز.

## مشكلات إنشاء خط الأنابيب

### تحديات قانونية بشأن المنشآت على الأرض
في 14 يونيو 2009 أعلن شاول تزيماخ من وزارة الطاقة والموارد المائية أن الوزارة طلبت تقرير من «نوبل إنرجي» المنتجة عن خطوط أنابيب نقل الغاز. وقدمت نوبل إنرجي تقريرها في 22 سبتمبر إلى الهيئة الوطنية لتخطيط المنشآت واصفا خطتها في الإنشاء وآثاره. ويرى التقرير توصيل حقل تمر بالساحل بالقرب من جبال كرمل، إما عند موشاف معيان تزيبي أو 5 كيلومتر شمالا عند موشاف دور.
ولكن المشكلة التي تعني الجمهور لم تكن توصيلة الأنابيب على الأرض (فإن الخطة الوطنية للبنية التحتية للغاز تشمل خط انابيب بحرية إلى دور) وإنما المشكلة هي مسألة موقع مصفاة لتنظيف الغاز القادم من حقل تمر. وقدمت جهات أهلية من منطقة كارمل بشكوى على المحكمة العليا في مارس 2010، طالبة التحقيق في عدم اعبار الوزارة لأماكن أخرى للمحطة. وفي يوليو 2010 أصدرت المحكمة العليا قرارا بأن تلتزم الوزارة بتقديم إيضاحاتها في هذا الشأن. ولكن شركة نوبل لم تكن ترغب في تأخير المشروع وأعلنت عن عزمها لإقامة المصفاة بالقرب من تلك المنشآت الخاصة بتكرير غاز الحقل الصغير ماري-بي في البحر بالقرب من عشقلان، وهي موصولة بمحطة تعمل بالفعل وتمد الجنوب بالغاز عند أشدود.
واحتراما لقرار المحكمة العليا قرر «أوزي لانداو» وزير الطاقة والموارد المائية أن تكون التوصيلة على الأرض عند أشدود.

### مشكلة الطاقة التبعات الاقتصادية
تسبب التأخير في التنفيذ وتغيير التوصيلات من حقل تمر في مشاكل للاقتصاد في إسرائيل. فإن التوصيل إلى أشدود أطول ويحتاج إلى تكلفة أكبر. كما يعنى ذلك احتياج وقت أطول لتنفيذ التوصيلات علاوة على التأخير الناجم عن القضية أمام المحكمة العليا.
وخلال تلك الفترة حدثت ثورة 25 يناير المصرية وما تبعها من عدم استقرار خلال السنوات 2011 -2014، وتفجيرات لخط أنابيب الغاز في سيناء إلى إسرائيل. بالإضافة إلى احتياج الغاز في مصر مما أوقف تصدير الغاز إلى إسرائيل تماما. كل هذا دعى شركة «إسرائيل إليكتريك كوربوريشن» إلى اللجوء إلى موارد للنفط والغاز أكثر تكلفة وأكثر ضررا للبيئة، حتى انتهاء تشييد التوصيلات من حقل تمر في نهاية 2013.
نتج عن تأخير تشييد انابيب الغاز من حقل تمر خسائر تقدر بنحو 20 مليار شيقل جديد (نحو 5 مليارات دولار أمريكي) في إسرائيل.

## الحدود البحرية بين لبنان وإسرائيل
بعد اكتشاف الغاز الطبيعي في البحر الأبيض المتوسط في عام 2009 تقدمت الحكومة اللبنانية بالاعتراض على إسرائيل في استغلال مناطق بحرية تتبع لبنان.

وقدمت لبنان في أغسطس 2010 مذكرة إلى هيئة الأمم المتحدة بشأن حدودها مع إسرائيل. وأيدت الولايات المتحدة الأمريكية المذكرة اللبنانية.

أكدت الهيئة المختصة بالأمم المتحدة أن حقل تمر يقع في المنطقة الخاصة بإسرائيل، وأن للبنان مناطق من المحتمل وجود الغاز فيها.
وتعاقدت الحكومة اللبنانية مع إحدى الشركات النرويجية للبحث عن الغاز الطبيعي قبالة سواحلها في البحر المتوسط.

## خطط للتصدير
عقدت شركة «ديليك إينرجي» مباحثات لتصدير الغاز من حقل تمر إلى قبرص وكوريا الجنوبية.
ويؤخذ في الاعتبار أن تصدير الغاز سيكون في هيئة غاز مسال مما يستلزم بناء محطة تسييل للغاز عائمة؛ وسوف تقوم شركة «دايوو شيببيلدينغ أند مارين إنجنيرينغ» الكورية بإجراء تخطيط هندسي مبدئي لها على أن تقوم بإنشائها شركة «هويغ إل إن جي».

واصدر وزير الطاقة الإسرائيلي «أوزي لانداو» في 13 مارس 2013 تعليما إلى الشركاء في حقل تمر بعدم الإمضاء على عقود تصدير إلا بعد تصريح من الحكومة الإسرائيلية.

## اقرأ أيضا
- إينرجي تريانغل
- حقل أفروديت للغاز
- سارة وميرا
- حقل ليفياثان للغاز
- قائمة حقول الغاز الطبيعي
- حقل غاز ظهر